# Манастир Симонопетра
Манастир Симонопетра (грч. Μονη Σιμωνοπετρα - „Симонов камен") - један од 20 „главних“ манастира на Светој гори . Заузима 13. место у хијерархији манастира Свете горе.

## Историја
Основао га је 1257. године, преподобни Симон Мироточиви. Смештен је на литици, готово без порте, на надморској висини од 330 m изнад нивоа мора.
Обновљен је 1363. године захваљујући напорима српског деспота Јована Угљеше Мрњавчевића. Угљеша је био брат српског краља Вукашина. Након великог пожара 1891. године уништене су два натписа о српском ктиторству манастира. Сачуван је препис оригинала Угљешине ктиторске повеље. Остао је од материјалних трагова само његов поклон икона Богородице. У манастиру се замонашио најстарији деспотов син Јован Мрњавчевић, који тако постао и остао до смрти скромни манастирски баштован Јоасаф.
Претрпео је бројне пожаре (1570, 1622. и 1891. године). Више пута је обнављан. Од давнина у манастиру је смештен образовни центар Свете горе и јединствена библиотека грчких и латинских рукописа.

## Тренутни статус
Тренутно, манастир има 4 цркве, и још 8 ван њене територије. Главни храм манастира је храм Рождества Христовог изграђен 1600. године, а обновљен након после пожара 1891. године.
Број монаха и искушеника који се налазе на Светој гори је тренутно у распону од 80 до 90 људи. Изван Свете Гори у метохији и поседима манастира је око 40 људи. Дакле, укупан број братства манастира на Светој гори и ван ње чини око 120-130 монаха.
Хор манастира Симонопетра познат је широм света.
Манастир се од 1988. године, заједно са осталих деветнаест светогорских манастира, налази на УНЕСКО-вој листи светске баштине у склопу споменика средњег века обједињених под заштићеном целином Планина Атос.

## Ризница
Међу бројним моштима које манастир чува налазе се:
- рука Марије Магдалене, нетрулежна и након 2000 година
- Честице животворнога крста
- Мошти преподобног Евдокија
- Део моштију великомученице Варваре